# Edward the Great
| Críticas profissionais | Críticas profissionais |
| Avaliações da crítica  | Avaliações da crítica  |
| Fonte                  | Avaliação              |
| ---------------------- | ---------------------- |
| allmusic               | [ 1 ]                  |

Edward the Great é um álbum dos melhores êxitos do Iron Maiden, lançado em 2002. Em contraste com outros trabalhos do grupo que compilam canções de álbuns de todas as eras, como Best of the Beast, Edward the Great não inclui faixas com performances do vocalista Paul Di'Anno; contudo, material da era Blaze Bayley na banda foi incluído.

## Faixas
1. "Run To The hills"
2. "The Number of the Beast"
3. "Flight of Icarus"
4. "The Trooper"
5. "2 Minutes To Midnight"
6. "Wasted Years"
7. "Can I Play With Madness"
8. "The Evil That Men Do"
9. "The Clairvoyant"
10. "Infinite Dreams"
11. "Holy Smoke"
12. "Bring Your Daughter... To The Slaughter"
13. "Man on the Edge"
14. "Futureal"
15. "The Wicker Man"
16. "Fear of the Dark" (ao vivo no Rock in Rio)

## Performance nas paradas
| País               | Parada musical (2002)       | Posição |
| ------------------ | --------------------------- | ------- |
| Japan              | Oricon                      | 242     |
| Sweden             | Sverigetopplistan           | 16      |
| United Kingdom     | Official Albums Chart       | 57      |
| País               | Parada musical (2003)       | Posição |
| Belgium (Flanders) | Ultratop                    | 46      |
| Finland            | The Official Finnish Charts | 34      |

## Certificações
| País                          | Certificado | Vendas  |
| ----------------------------- | ----------- | ------- |
| Canadá (Music Canada)         | Ouro        | 50.000  |
| Finlandia (Musiikkituottajat) | Ouro        | 15.201  |
| Suécia (GLF)                  | Ouro        | 30.000  |
| Reino Unido (BPI)             | Ouro        | 100.000 |